# Hanstedt (Harburgi járás)
Hanstedt település Németországban, azon belül Alsó-Szászország tartományban. Lakosainak száma 6197 fő (2023. december 31.). Hanstedt Brackel és Toppenstedt községekkel határos.

## Népesség
A település népességének változása:
| Lakosok száma | 5524 | 5595 | 5653 | 6053 | 6193 | 6197 |
|               | 2016 | 2017 | 2019 | 2021 | 2022 | 2023 |